# الصباخ (القطن)
'

تعديل مصدري - تعديل

الصباخ هي إحدى قرى عزلة القطن بمديرية القطن التابعة لمحافظة حضرموت، بلغ تعداد سكانها 41 نسمة حسب تعداد اليمن لعام 2004.